# Sanusi
Sanusi (nascido em 2 de fevereiro de 1933) é um ex-ciclista olímpico indonésio. Representou sua nação em dois eventos nos Jogos Olímpicos de Verão de 1960.